# زخم (مجموعه تلویزیونی)
زخم یک مجموعه تلویزیونی محصول سال ۱۳۹۳ به کارگردانی مسعود آب‌پرور،  و تهیه‌کنندگی محسن علی‌اکبری است که از شبکه سه پخش شد.
این سریال به کارگردانی"مسعود آب‌پرور از شبکه سه سیما پخش شد
این مجموعه به موضوع بانوان مشاور حاضر در کلانتری در قالب داستان‌هایی متنوع پرداخته‌است.
محوریت اصلی داستان، زنانی است که به عنوان مشاور در نیروی انتظامی مشغول به کار هستند. داستان این سریال دربارهٔ سروان الهام پویا با بازی اوتادی است که دانش‌آموخته روانشناسی و فارغ‌التحصیل دانشکده افسری بوده و به عنوان مشاور و مددکار در کلانتری ۱۳۲ مشغول به کار می‌شود. او که به خاطر انتخاب چنین شغلی به شدت با پدرش دچار مشکل است، حالا در مواجهه با چالش‌های اجتماعی درگیر معضلات و مشکلات بزرگتری می‌شود …

## بازیگران
- برزو ارجمند در نقش سروان سیاوش شکیبا
- لیلا اوتادی در نقش سروان الهام پویا
- همایون ارشادی در نقش مهدی پویا، پدر الهام
- امیر نوری در نقش قدرت‌الله میرزایی
- مهرداد ضیایی در نقش جلال
- امیررضا دلاوری در نقش هومن، پسر عموی الهام
- محمد صادقی در نقش سرهنگ آرش پدرام
- جمشید جهان‌زاده در نقش کمال
- فقیهه سلطانی در نقش نرگس، مادر امیر
- فرزانه نشاط‌خواه در نقش ناهید
- سینا محمدی‌فر در نقش امیر گربه
- روژان تقی‌زاده در نقش دختر فال فروش
- مهدیس قنبری در نقش دختر گل فروش
- میثاق جمشیدی در نقش شهرام
- غلامرضا مظفری در نقش افسر مترو
- انوشیروان ارجمند در نقش عبدالله درویشی
- امیرحسین آرمان در نقش مازیار
- هانیه غلامی در نقش شراره
- امیررضارضایی در نقش عکاس

### سایر عوامل
| سمت              | نام                |
| ---------------- | ------------------ |
| مدیر تصویربرداری | حسن کریمی          |
| مدیر صدا برداری  | اصغر آبگون         |
| طراح صحنه و لباس | کامیاب امین عشایری |
| طراح گریم        | نوید فرح مرزی      |
| تدوین            | بهرام آب پرور      |
| دستیار کارگردان  | خسرو نصیری خواه    |
| منشی صحنه        | سحر ضیایی          |
| موسیقی متن       | آرمان موسی پور     |
| صداگذاری و میکس  | اشکان آبگون        |